# Friedrich Heinrich Jacobi
Friedrich Heinrich Jacobi (Düsseldorf, 25 de enero de 1743-Múnich, 10 de marzo de 1819) fue un filósofo alemán.

## Biografía
Después de trabajar como comerciante y consejero de finanzas del ducado de Jülich-Berg, se dedicó a la filosofía, convirtiéndose en Presidente de Academia de Ciencias de Baviera desde 1807 hasta 1813.
En su casa de campo en Pempelfort, cerca de Düsseldorf, recibía a la elite intelectual de la Alemania de su tiempo. Estaba especialmente ligado a Johann Gottfried von Herder, Johann Georg Hamann y Goethe. Discípulo de Rousseau, Jacobi combatió vivamente a los herederos idealistas de Kant, particularmente Johann Gottlieb Fichte y Friedrich Schelling, a quienes les reprochó caer en una aporía que por eso lleva el nombre de aporía de Jacobi. 
En 1793 comenzó una famosa polémica, llamada la polémica sobre el espinozismo, que empieza con una serie de cartas de él a Moses Mendelssohn sobre una conversación que mantuvo con Gotthold Ephraim Lessing, en la que este le habría confesado, poco antes de morir, que era espinozista, confesión por la que Jacobi sostenía que toda la Ilustración era, en el fondo, espinozista. La ola expansiva de la polémica involucró, además de a Jacobi y a Mendelssohn, a Kant, Herder, Goethe, Thomas Winzemann y ocupó un lugar en la prensa alemana por varios años.
Uno de sus discípulos más destacados fue Karl August Eschenmayer, que también polemizó con Schelling. 
El punto central de la filosofía de Jacobi era la necesidad de ir más allá del conocimiento demostrable, más allá del saber intelectual para llegar a un conocimiento inmediato del absoluto. El pensamiento conceptual era sospechoso y Jacobi oponía a este la primacía de la creencia y del sentimiento. Pero, para él, la fe no equivale necesariamente a la creencia en realidades trascendentes u ocultas; se trata de certezas inmediatas, tales como la existencia de nuestro ser y de otros seres (lo que llamamos realidad), certezas que fundamentarían el pensamiento discursivo. El filósofo germano-estadounidense Leo Strauss, bajo la dirección de Ernst Cassirer, le dedicó su tesis doctoral (Teoría del Conocimiento según el pensamiento de Jacobi, 1921).

## Obra
- Allwills Papiere (Los papeles de Allwill) (novela epistolar) (1775).
- Woldemar: Eine Seltenheit aus der Naturgeschichte (Woldemar: una rareza de la historia natural) (novela epistolar) (1779).
- Eine politische Rhapsodie (Una rapsodia política) (1779).
- Etwas das Lessing gesagt hat (Algo que ha dicho Lessing) (1782).
- Über die Lehre des Spinoza in Briefe an den Herr M. Mendelssohn (Cartas a M. Mendelssohn sobre la doctrina de Spinoza) (1785).
- David Hume über den Glauben, oder Idealismus und Realismus. Ein Gespräch (David Hume sobre la creencia, o idealismo y realismo. Una conversación) (1787).
- Über die Lehre des Spinoza in Briefe an den Herr M. Mendelssohn (segunda edición) (1789).
- Allwills Briefsammlung (segunda edición de Allwill) (1792).
- Woldemar (edición definitiva) (1794).
- Jacobi an Fichte (Jacobi a Fichte) (1799).
- Über das Unternehmen des Kritizismus, die Vernunft zu Verstande zu bringen (Sobre la empresa del criticismo de reducir la razón a entendimiento) (1802).
- Über eine Weissagung Lichtenbergs (Sobre una profecía de Lichtenberg) (1802).
- Über gelehrte Gesellschaften und ihren Geist und Zweck (Sobre el espíritu y la finalidad de una sociedad científica) (1807).
- Über den göttlichen Dingen und ihrer Offenbarung (Sobre las cosas divinas y su revelación) (1811).
- Werke (Obra) (6 vols., incluye artículos, obra inédita y cartas a distintos autores de la época. No obstante, la mayor parte de la correspondencia de Jacobi fue publicada tras su muerte y de forma independiente) (1812-1825).